# Bonheiden

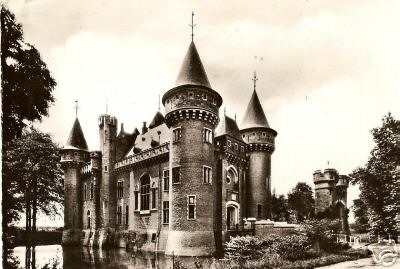
Kasteel van Zellaer

Bonheiden is een plaats en gemeente in de Belgische provincie Antwerpen. De gemeente behoort tot het kieskanton Duffel en het gerechtelijk kanton Mechelen en telde 15.641 inwoners op 1 januari 2025. Bonheiden ligt in de Mechelse Tuinbouwstreek en grenst aan de Brabantse Kempen. De spotnaam van de Bonheidenaren is Grote mannen.

## Toponymie
Het is niet geheel duidelijk waar de naam 'Bonheiden' vandaan komt. Volgens een overlevering stamt de naam van het dorp van Bodo's heide. Bodo zou een 15e-eeuwse heer geweest zijn die in Bonheiden een stuk heidegrond bezat. Volgens sommigen is dit het Dorstveld, volgens anderen Mispeldonk.
In het dialect wordt naar Bonheiden verwezen als Bonnei of Bennaa.

## Geschiedenis
Verschillende sporen wijzen er op dat Bonheiden en Rijmenam al bewoond werden in de prehistorie. Vondsten duiden ook op aanwezigheid van Romeinen, Nerviërs en Franken.
In 1578 versloegen de Staatsen in het gehucht Mispeldonk, tussen Bonheiden en Rijmenam, de Spanjaarden in de Slag van Rijmenam. In 1939-1940 bouwde men in Bonheiden een bunker ter hoogte van de Muizenhoekstraat, de TPM 21. De bunker was een onderdeel van de KW-stelling.
Vroeger bestonden Bonheiden en Rijmenam uit allerlei gehuchten zoals Ottershoek, Mispeldonk, Peulis, Diedonken, Harent en Hondshoek.
De huidige gemeente Bonheiden is ontstaan op 1 januari 1977 door de fusie van de kerngemeente Bonheiden met de toen opgeheven gemeente Rijmenam. Tevens werd het grootste deel van de woonkern Peulis van Rijmenam afgestaan aan de gemeente Putte.

## Geografie

### Deelgemeenten
Naast Bonheiden zelf heeft de gemeente nog een deelgemeente, namelijk Rijmenam.
| # | Naam      | Opp. (km²) | Inwoners (2020) | Inwoners per km² | NIS-code |
| - | --------- | ---------- | --------------- | ---------------- | -------- |
| 1 | Bonheiden | 13,84      | 9.298           | 672              | 12005A   |
| 2 | Rijmenam  | 15,36      | 5.775           | 376              | 12005B   |

Naast beide dorpskernen ligt in het noorden het gehucht Bonheiden-Putsesteenweg. Het ligt op de grens met Sint-Katelijne-Waver, aan de Putsesteenweg (N15). Daarnaast zijn er nog de gehuchten Mart, Harent en Weynes.

### Geografische aspecten
In Bonheiden vinden we een opmerkelijk rivierduin, ook donk genoemd, terug. Door windverstuiving van o.a. materiaal uit de drooggevallen rivierbeddingen vormden zich langgerekte stuifzandruggen, met rivieren geassocieerde stuifwalcomplexen en zandige landduinen. De hoogte bereikt er op de stuifzandrug ten noorden van de Dijle en Demer (die van Bonheiden over Rijmenam naar Keerbergen en Tremelo loopt) 15 m. Deze maakt deel uit van een grote duinengordel die tot ver stroomopwaarts in de Demervallei wordt aangetroffen, en zijn opgewaaid uit de bedding van de Pleistocene en laatglaciale Demer.

## Bezienswaardigheden

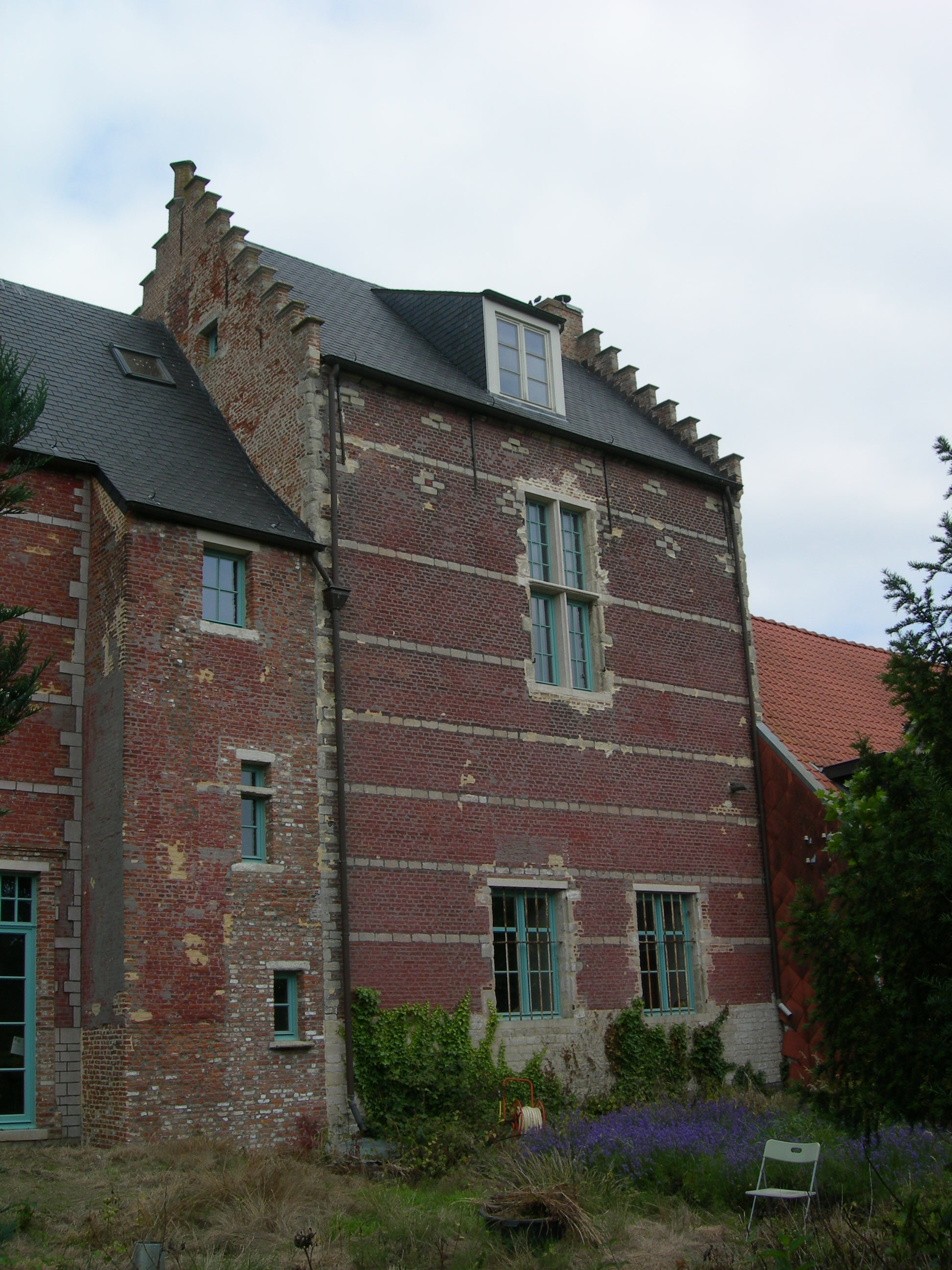
Jachtslot van Berentrode

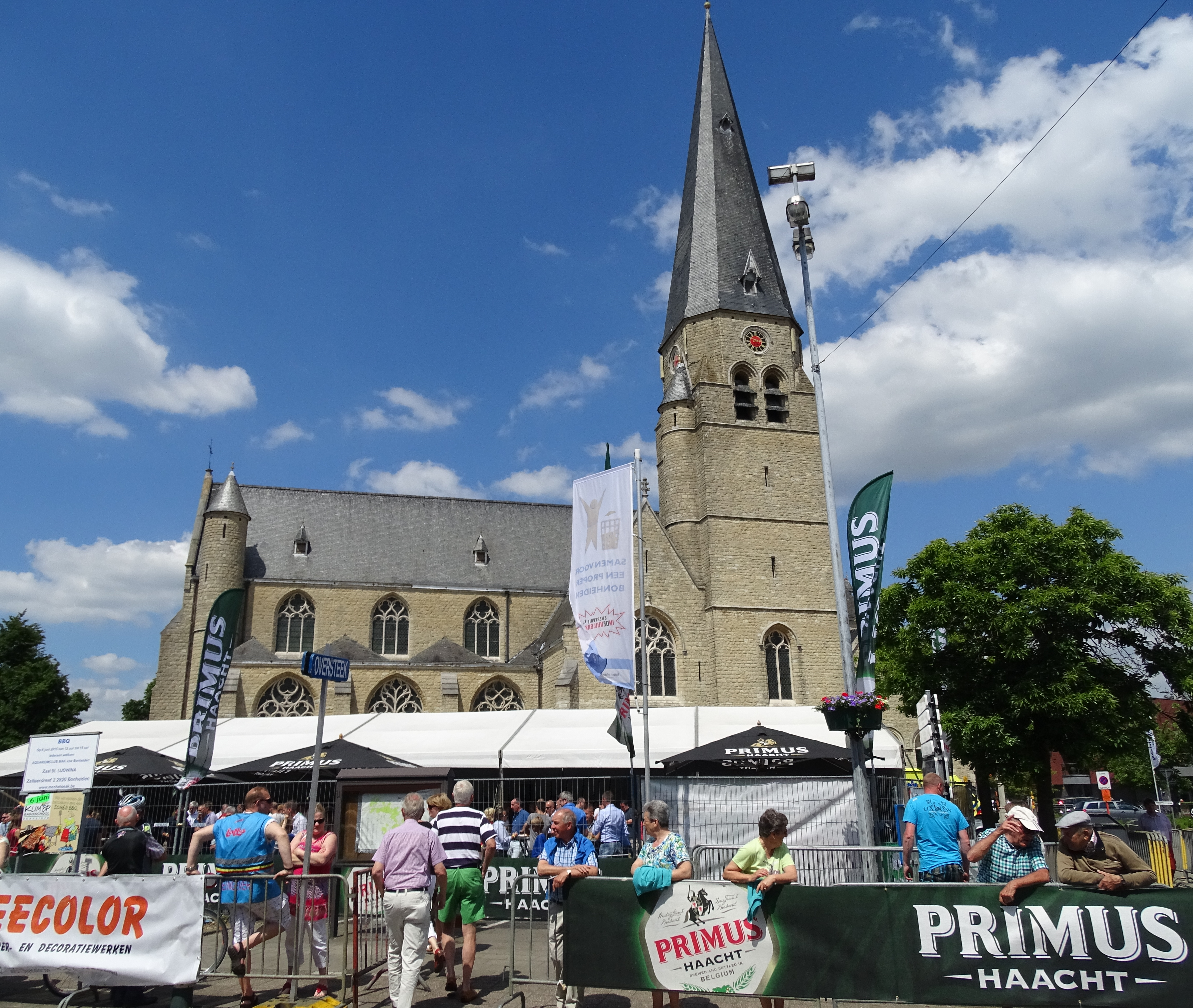
Onze-Lieve-Vrouwkerk

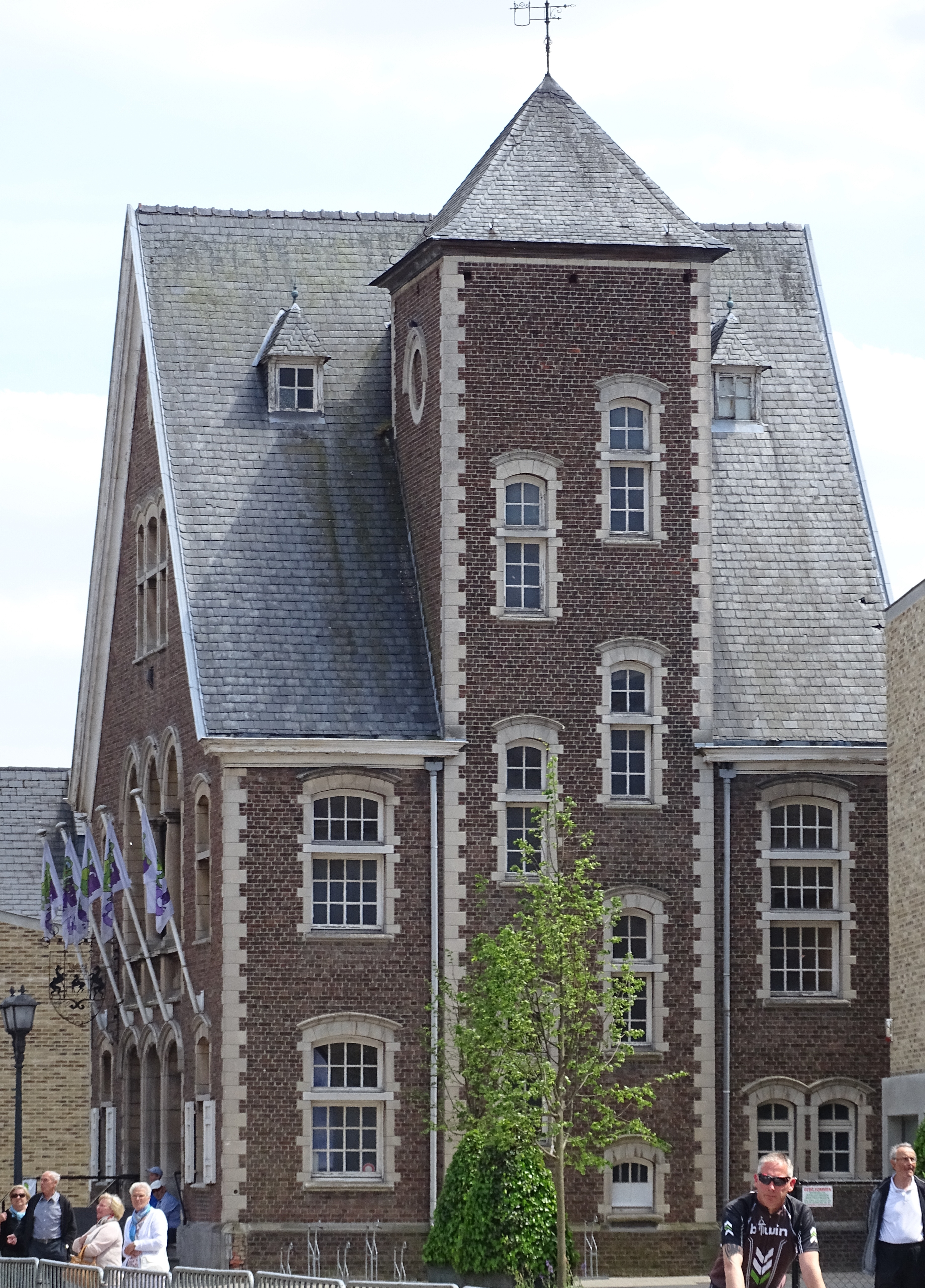
Oud-Gemeentehuis

- De Onze-Lieve-Vrouwekerk aan het Kerkplein
- De Sint-Ludwinakerk aan de Putsesteenweg
- De Sint-Annakapel aan de Mechelsesteenweg
- De Abdij van Bethlehem aan de Zellaerdreef
- Het Sanatorium aan de Imeldalaan
- Het negentiende-eeuwse Kasteel van Zellaer, op welke plek mogelijk een dertiende-eeuws kasteel gestaan heeft.
- Het Kasteel Befferhof,
- Het Jachtslot van Berentrode
- De Blijdenberghoeve
- De gerestaureerde Hottentot-hoeve
- De Krankhoeve (waar destijds de zieken werden verpleegd, vandaar krank-hoeve),

## Natuur en landschap
Bonheiden ligt op een hoogte van 5-8 meter. Ten zuiden van de kom loopt de Dijle. Parallel aan de Dijle liggen rivierduinen met stuifzanden en bossen.
Bonheiden heeft drie natuurgebieden:
- Cassenbroek: ontstaan rond een afgesneden Demerarm, bestaat uit een vroeger met heide begroeide droge stuifduinen en de natte delen bestaan gedeeltelijk uit trilveen.
- Mispeldonk: beheerd met een kudde Galloway-runderen via Natuurpunt.
- Mechels Broek: een nat natuurgebied, samen met Mispeldonk en Cassenbroek maakt het deel uit van een groot groen netwerk in de Beneden-Dijlevallei. Door de twee voor de E19 uitgegraven zandwinningputten die nu vijvers zijn geworden is een een vogelparadijs.

In een bocht van de Dorsthoeveweg staat een oude knoteik.

## Demografie

### Demografische evolutie deelgemeente voor de fusie
- Bronnen:NIS, Opm:1806 tot en met 1970=volkstellingen, 1976= inwonersaantal op 31 december

### Demografische ontwikkeling van de fusiegemeente
Alle historische gegevens hebben betrekking op de huidige gemeente, inclusief deelgemeenten, zoals ontstaan na de fusie van 1 januari 1977.
- Bronnen:NIS, Opm:1806 tot en met 1981=volkstellingen; 1990 en later= inwonertal op 1 januari

| Inwoners van jaar tot jaar op 1 januari 1992 tot heden | Inwoners van jaar tot jaar op 1 januari 1992 tot heden | Inwoners van jaar tot jaar op 1 januari 1992 tot heden |
| jaar                                                   | Aantal                                                 | Evolutie: 1992=index 100                               |
| ------------------------------------------------------ | ------------------------------------------------------ | ------------------------------------------------------ |
| 1992                                                   | 12.993                                                 | 100,0                                                  |
| 1993                                                   | 13.130                                                 | 101,1                                                  |
| 1994                                                   | 13.151                                                 | 101,2                                                  |
| 1995                                                   | 13.287                                                 | 102,3                                                  |
| 1996                                                   | 13.404                                                 | 103,2                                                  |
| 1997                                                   | 13.568                                                 | 104,4                                                  |
| 1998                                                   | 13.858                                                 | 106,7                                                  |
| 1999                                                   | 13.955                                                 | 107,4                                                  |
| 2000                                                   | 14.089                                                 | 108,4                                                  |
| 2001                                                   | 14.237                                                 | 109,6                                                  |
| 2002                                                   | 14.229                                                 | 109,5                                                  |
| 2003                                                   | 14.241                                                 | 109,6                                                  |
| 2004                                                   | 14.314                                                 | 110,2                                                  |
| 2005                                                   | 14.387                                                 | 110,7                                                  |
| 2006                                                   | 14.510                                                 | 111,7                                                  |
| 2007                                                   | 14.499                                                 | 111,6                                                  |
| 2008                                                   | 14.557                                                 | 112,0                                                  |
| 2009                                                   | 14.611                                                 | 112,5                                                  |
| 2010                                                   | 14.669                                                 | 112,9                                                  |
| 2011                                                   | 14.656                                                 | 112,8                                                  |
| 2012                                                   | 14.722                                                 | 113,3                                                  |
| 2013                                                   | 14.828                                                 | 114,1                                                  |
| 2014                                                   | 14.778                                                 | 113,7                                                  |
| 2015                                                   | 14.769                                                 | 113,7                                                  |
| 2016                                                   | 14.704                                                 | 113,2                                                  |
| 2017                                                   | 14.826                                                 | 114,1                                                  |
| 2018                                                   | 14.951                                                 | 115,1                                                  |
| 2019                                                   | 15.010                                                 | 115,5                                                  |
| 2020                                                   | 15.078                                                 | 116,0                                                  |
| 2021                                                   | 15.177                                                 | 116,8                                                  |
| 2022                                                   | 15.319                                                 | 117,9                                                  |
| 2023                                                   | 15.458                                                 | 118,9                                                  |
| 2024                                                   | 15.454                                                 | 118,9                                                  |
| 2025                                                   | 15.641                                                 | 120,4                                                  |

## Politiek

### Structuur
| Bonheiden        | Bonheiden        | Supranationaal         | Nationaal                         | Nationaal           | Gemeenschap         | Gewest              | Provincie           | Arrondissement    | Provinciedistrict | Kanton          | Gemeente        |
| ---------------- | ---------------- | ---------------------- | --------------------------------- | ------------------- | ------------------- | ------------------- | ------------------- | ----------------- | ----------------- | --------------- | --------------- |
| Administratief   | Niveau           | Europese Unie          | België                            | België              | Vlaanderen          | Vlaanderen          | Antwerpen           | Mechelen          | Mechelen          | Mechelen        | Bonheiden       |
| Administratief   | Bestuur          | Europese Commissie     | Belgische regering                | Belgische regering  | Vlaamse regering    | Vlaamse regering    | Deputatie           | Deputatie         | Deputatie         | Deputatie       | Gemeentebestuur |
| Administratief   | Raad             | Europees Parlement     | Kamer van volksvertegenwoordigers | Vlaams Parlement    | Vlaams Parlement    | Vlaams Parlement    | Provincieraad       | Provincieraad     | Provincieraad     | Provincieraad   | Gemeenteraad    |
| Kiesomschrijving | Kiesomschrijving | Nederlands Kiescollege | Kieskring Antwerpen               | Kieskring Antwerpen | Kieskring Antwerpen | Kieskring Antwerpen | Kieskring Antwerpen | Mechelen-Turnhout | Lier              | Duffel          | Bonheiden       |
| Verkiezing       | Verkiezing       | Europese               | Federale                          | Federale            | Vlaamse             | Vlaamse             | Provincieraads-     | Provincieraads-   | Provincieraads-   | Provincieraads- | Gemeenteraads-  |

### Geschiedenis

#### (Voormalige) burgemeesters
| Periode | Periode         | Burgemeester                 |
| ------- | --------------- | ---------------------------- |
|         |                 | Nicolaes Vervloet            |
|         | ca. 1801 - 1807 | Henri Van Rompaij            |
|         | 1808 - 1830     | Michael De Brouwer           |
|         | 1831 - 1843     | Joannes Josephus Puttemans   |
|         | 1844 - 1848     | Petrus Augustijnen           |
|         | 1848 - 1874     | Joannes Franciscus Scheers   |
|         | 1874 - 1879     | Emmanuel Neeffs              |
|         | 1879 - 1899     | Joannes Baptista Hendrickx   |
|         | 1899 - ?        | Franciscus Josephus Smets    |
|         | ? - 1919        | F.A. Gillemot                |
|         | 1920 - 1925     | Jan Frans Vets               |
|         | 1925 - 1938     | L. De Meyer                  |
|         | 1938 - 1944     | K. Hofman                    |
|         | 1944 - 1946     | B. Claes                     |
|         | 1946 - 1952     | Ed. Opdebeeck                |
|         | 1952 - ?        | V. Goris                     |
|         | 1965 - 1989     | Alfons Saenen (CVP)          |
|         | 1989 - 1997     | Jacques Morrens (BR)         |
|         | 1997 - 2012     | Eric Duchesne (BR)           |
|         | 2013 - 2018     | Guido Vaganée (N-VA)         |
|         | 2019 - heden    | Lode Van Looy (BR30 / Brug!) |

#### Legislatuur 1989 - 1994
De kiezers hadden deze verkiezingen een ruime keuze met maar liefst zeven kieslijsten. De Christendemocraten namen in verdeelde slagorde deel, zo was er enerzijds de CVP-lijst en anderzijds de scheurlijst Bonheiden-Rijmenam 88 (BR88). Toch konden de andere partijen hier niet van profiteren. De CVP verloor 1,92% ten opzichte van de verkiezingen van 1982 en strandde op 40,91%, BR 88 van zijn kant behaalde 22,04 % en werd de tweede partij van de gemeente. Tot de winnaars van deze verkiezingen behoorde tevens de Volksunie die hun stemmen zagen stijgen met 4,11% tot 14,74%. De SP en PVV ten slotte moesten ieders een klein verlies slikken, voor eerstgenoemde was dit 0,9% (10,9%) en voor de PVV 0,06% (10,59%). GemeenteBelangen en GROEN (samen goed voor 23,73% bij de vorige verkiezingen) kwamen niet op. Ten slotte waren namen ook de trotskisten van de SAP deel (0,52%) en de FVP Bonheiden-Rijmenam (0,3%), maar behaalden geen zetels. De CVP had 11 vertegenwoordigers, de BR88 had er 5, de SP en PVV ieders 2 en de Volksunie ten slotte 3. Burgemeester werd Jacques Morrens van de BR88. Hij leidde een coalitie van BR88, Volksunie, PVV en SP.

#### Legislatuur 1995 - 2000
BR slaagde erin zijn stemmenaantal nagenoeg te verdubbelen van 22,04 % tot 42,27%. Burgemeester werd Jacques Morrens, hij leidde een coalitie van BR en CVP. In maart 1997 diende hij zijn ontslag in, hij werd opgevolgd door Eric Duchesne (BR).

#### Legislatuur 2007 - 2012
Het bestuur van de gemeente voor de periode 2007-2012 bestond uit een coalitie van de plaatselijke politieke partij BR (Bonheiden-Rijmenam) met de CD&V. Burgemeester was Eric Duchesne (BR).

#### Legislatuur 2013 - 2018
Burgemeester was Guido Vaganée (N-VA), hij leidt een coalitie van N-VA, CD&V en Groen. In april 2013 werd bekend dat voormalig burgemeester Eric Duchesne (BR) overstapte naar N-VA.

#### Legislatuur 2019 - 2024
Burgemeester was Lode Van Looy (BR30), hij leidde een coalitie van BR30, CD&V en Open-Vld. Mieke Van Den Brande (CD&V) was eerste schepen, Bart Vanmarcke (Open Vld) tweede schepen. Tijdens deze legislatuur kwam het probleem van het gebrek aan riolering in de gemeente op de agenda.

#### Legislatuur 2024 - 2030
Burgemeester is Lode Van Looy (BRUG!), hij leidt een coalitie van BRUG! (een kartel van BR30 en CD&V) en Team 2820 (het vroegere Open Vld). Voor Team2820 is Bart Vanmarcke opnieuw leidend schepen.

#### Resultaten gemeenteraadsverkiezingen sinds 1976
| Partij of kartel     | Partij of kartel                  | 10-10-1976 | 10-10-1976 | 10-10-1982 | 10-10-1982 | 9-10-1988 | 9-10-1988 | 9-10-1994 | 9-10-1994 | 8-10-2000 | 8-10-2000 | 8-10-2006 | 8-10-2006 | 14-10-2012 | 14-10-2012 | 14-10-2018 | 14-10-2018 | 13-10-2024 | 13-10-2024 |
| Stemmen / Zetels     | Stemmen / Zetels                  | %          | 21         | %          | 23         | %         | 23        | %         | 23        | %         | 23        | %         | 23        | %          | 23         | %          | 23         | %          | 25         |
| -------------------- | --------------------------------- | ---------- | ---------- | ---------- | ---------- | --------- | --------- | --------- | --------- | --------- | --------- | --------- | --------- | ---------- | ---------- | ---------- | ---------- | ---------- | ---------- |
|                      | BR 881/ B.R.2/ BR303/ Brug!B      | -          |            | -          |            | 22,041    | 5         | 42,272    | 11        | 37,382    | 10        | 31,922    | 9         | 28,202     | 8          | 25,53      | 6          | 33,4 B     | 9          |
|                      | CVP1/ CD&V-N-VAA/ CD&V2/ Brug!B   | 47,961     | 12         | 42,831     | 12         | 40,911    | 11        | 38,381    | 9         | 22,131    | 6         | 28,23A    | 7         | 20,552     | 5          | 17,52      | 4          | 33,4 B     | 9          |
|                      | VU1/ CD&V-N-VAA/ N-VA2            | 12,98      | 2          | 10,63      | 2          | 14,74     | 3         | -         |           | -         |           | 28,23A    | 7         | 25,052     | 6          | 26,32      | 6          | 28,7 2     | 8          |
|                      | SP1/ sp.a2                        | 10,251     | 1          | 11,81      | 2          | 10,91     | 2         | 10,591    | 2         | 7,621     | 1         | 7,102     | 1         | 4,902      | 0          | -          |            | -          |            |
|                      | PVV1/ VLD2/ Open Vld3/ Team 28204 | -          |            | 10,651     | 2          | 10,591    | 2         | 8,772     | 1         | 11,092    | 2         | 9,782     | 2         | 8,683      | 1          | 13,53      | 3          | 16,4 4     | 4          |
|                      | Agalev1/ Groen!2/ Groen3          | -          |            | -          |            | -         |           | -         |           | 11,351    | 2         | 8,702     | 1         | 12,613     | 3          | 17,23      | 4          | 14,3 3     | 3          |
|                      | Vlaams Blok1/ Vlaams Belang2      | -          |            | -          |            | -         |           | -         |           | 10,441    | 2         | 14,262    | 3         | -          |            | -          |            | 7,2        | 1          |
|                      | GEM BEL 761 / Gem.Bel2            | 28,621     | 6          | 19,142     | 5          | -         |           | -         |           | -         |           | -         |           | -          |            | -          |            | -          |            |
|                      | Anderen(*)                        | 0,19       | 0          | 4,96       | 0          | 0,82      | 0         | -         |           | -         |           | -         |           | -          |            | -          |            | -          |            |
| Totaal stemmen       | Totaal stemmen                    | 8505       | 8505       | 9034       | 9034       | 9536      | 9536      | 9658      | 9658      | 10194     | 10194     | 10640     | 10640     | 10709      | 10709      | 10581      | 10581      | 8126       | 8126       |
| Opkomst %            | Opkomst %                         |            |            |            |            | 95        | 95        | 92,87     | 92,87     | 94,34     | 94,34     | 93,33     | 93,33     | 91,17      | 91,17      | 91,9       | 91,9       | 66,6       | 66,6       |
| Blanco en ongeldig % | Blanco en ongeldig %              | 2,52       | 2,52       | 3,72       | 3,72       | 3,53      | 3,53      | 5,15      | 5,15      | 3,36      | 3,36      | 3,35      | 3,35      | 2,72       | 2,72       | 3,5        | 3,5        | 0,5        | 0,5        |

De rode cijfers naast de gegevens duiden aan onder welke naam de partijen telkens bij een verkiezing opkwamen, rode letters duiden de kartels aan.
De zetels van de gevormde meerderheid staan vetjes weergegeven. De grootste partij is in kleur.
(*) 1976: FVP (0,19%) / 1982: GROEN (4,59%), FVP (0,37%) / 1988: SAP (0,52%), FVPBR (0,30%)

## Cultuur

### Gemeenschapscentrum 't Blikveld
’t Blikveld opende in 1998 haar deuren. Het biedt jaarlijks een rijk programma aan podiumkunsten (zoals comedie, dans en theater), maar ook tentoonstellingen en vorming.   
Event
De volkskunstgroep De Krekels werd in 1973 opgericht. Zij organiseren het jaarlijks Bonheidansfestival, waar folklore uit alle windstreken en in al zijn vormen gebracht wordt.

## Onderwijs

### Kleuter- en lager onderwijs
- Gemeentelijk Onderwijs (OVSG)
  - Gemeentelijke Autonome Kleuterschool GEKKO (GEmeentelijk Kindericht KleuterOnderwijs)
  - Gemeentelijke Lagere School Bonheiden (GEBO)
- Gemeenschapsonderwijs (GO!)
  - Basisschool Klimop
- Katholiek Onderwijs (VVKBaO)
  - Vrije Basisschool 'de knipoog' Rijmenam (2 campussen)
  - Vrije Basisschool Sinte Maria Bonheiden (Zwarte Leeuwstraat)

### Secundair onderwijs
Bonheiden huisvest geen secundair onderwijs. Leerlingen die hun basisonderwijs hebben afgemaakt, moeten dus uitwijken naar de buurgemeenten Mechelen, Keerbergen, Onze-Lieve-Vrouw-Waver, Sint-Katelijne-Waver of Haacht die wel secundair onderwijs aanbieden.

## Gezondheidszorg
In Bonheiden bevindt zich het Imeldaziekenhuis. Het werd in 1933 opgericht als sanatorium van de zusters Norbertienen van Duffel voor tuberculose-patiënten. In de jaren 1950 vond er, wegens de veranderde medische behoeften, een omvorming tot een algemeen ziekenhuis plaats. Het ziekenhuis opende officieel in 1961, en in 1963 werd het sanatorium van de zusters gesloten. Sinds de opening van het ziekenhuis is de betekenis van Bonheiden voor de regio toegenomen, en het zorgde onder meer voor tewerkstelling en voor een ontsluiting van de gemeente door openbaar vervoer. Patiënten komen vooral uit de regio Keerbergen-Haacht.

## Geboren
- Emiel Goelen (1946 – 2015), televisiepresentator en mediafiguur.
- Vic De Wachter (1951), (stem)acteur
- Staf Van Eyken (1951), de vampier van Muizen, seriemoordenaar
- Luc Verschueren (1954), radiopresentator
- Wouter Van Besien (1971), politicus
- Sam Gooris (1973), zanger
- Jef Delen (1976), voetballer
- Sven Nys (1976), veldrijder
- Dave McCullen (1977), Deejay
- David Troch (1977), dichter, schrijver en regisseur
- Inge Vervotte (1977), voormalig CD&V-politica

- David Vervoort (1977) "Dave McCullen", producer
- Ann Vervoort (1977 - 2010), danseres en zangeres
- Jeroen Leenders (1978), stand-upcomedian.
- Mario Van Essche (1978), advocaat en bestuurder
- Bart Verbeeck (1978), Showbizz Bart, mediafiguur
- Willem Van Hoof (1979), atleet
- Hans Janssens (1980), atleet
- Thomas Vanderveken (1981), radio- en televisiepresentator
- Nadia Sminate (1981), N-VA-politica
- Kevin Vandenbergh (1983), voetballer
- Kristof Van Malderen (1983), atleet

- Peter Croes (1984), triatleet
- Wannes Deleu (1984), tv-en documentairemaker
- Niels Albert (1986), veldrijder
- Vincent Baestaens (1989), voormalig veldrijder
- Koen Casteels (1992), voetballer
- Jan Van den Bergh (1994), voetballer
- Tachina Peeters (1997), turnster
- Julie Vermeire (1998), tv-figuur en mediapersoonlijkheid
- Len Neefs (1999) "Lenn", zanger en acteur
- Thibau Nys (2002), veldrijder en wegwielrenner
- Lisa Vaelen (2004), turnster

## Sport

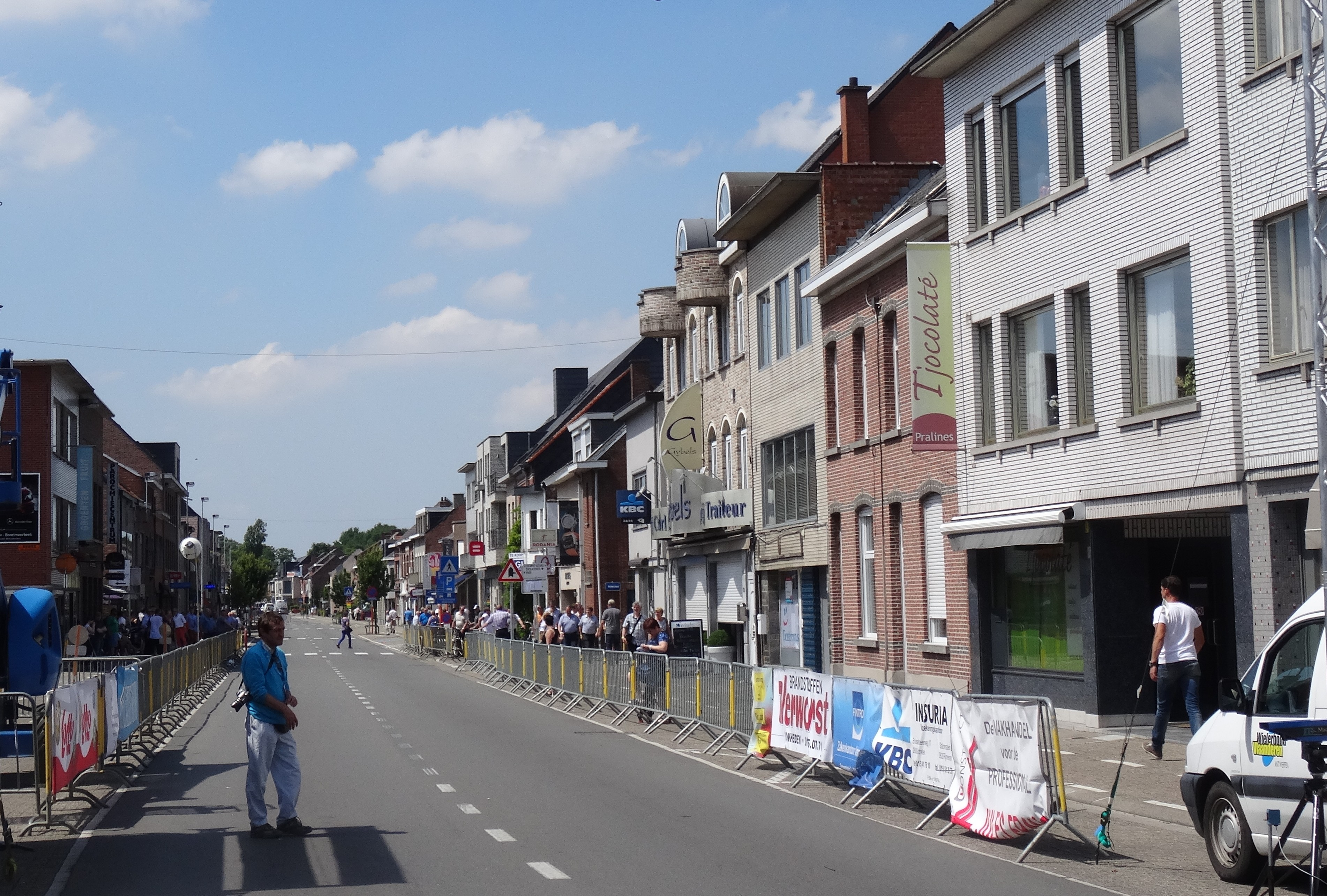
Centrum van Bonheiden tijdens de Memorial Philippe Van Coningsloo in 2014

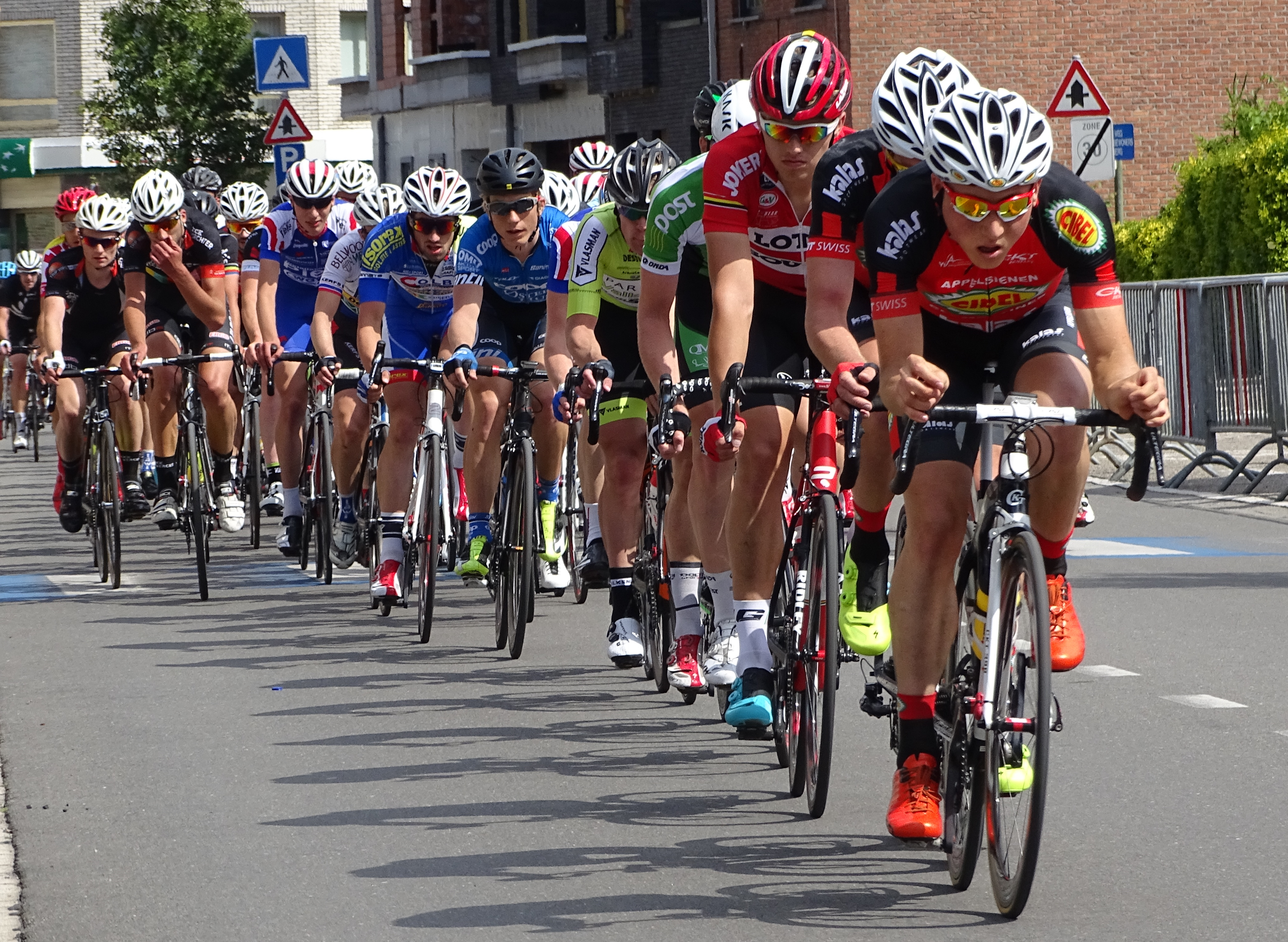
Memorial Philippe Van Coningsloo

### Clubs
Bonheiden is rijk aan sportclubs met een rijkheid aan sporten, zoals aikido, basketbal, dans pétanque, handbal (HC Welta) voetbal (o.a. KV Bonheiden), volleybal en meer.

### Wedstrijd
Jaarlijks komt de wielerwedstrijd Memorial Philippe Van Coningsloo aan in Bonheiden na een aantal plaatselijke ronden.

## Partnersteden
- Boulieu-lès-Annonay (Frankrijk) (sinds 2002)
- Berlicum[12]

## Nabijgelegen kernen
Muizen, Rijmenam, Peulis
Aartselaar · Antwerpen · Arendonk · Baarle-Hertog · Balen · Beerse · Berlaar · Boechout · Bonheiden · Boom · Bornem · Brasschaat · Brecht · Dessel · Duffel · Edegem · Essen · Geel · Grobbendonk · Heist-op-den-Berg · Hemiksem · Herentals · Herenthout · Herselt · Hoogstraten · Hove · Hulshout · Kalmthout · Kapellen · Kasterlee · Kontich · Laakdal · Lier · Lille · Lint · Malle · Mechelen · Meerhout · Merksplas · Mol · Mortsel · Niel · Nijlen · Olen · Oud-Turnhout · Putte · Puurs-Sint-Amands · Ranst · Ravels · Retie · Rijkevorsel · Rumst · Schelle · Schilde · Schoten · Sint-Katelijne-Waver · Stabroek · Turnhout · Vorselaar · Vosselaar · Westerlo · Wijnegem · Willebroek · Wommelgem · Wuustwezel · Zandhoven · Zoersel

België: Provincies · Gemeenten